# 多劫姬
多劫姬（1553年－1618年7月28日）是日本戰國時代至江戶時代前期的女性。父親是久松俊勝。母親是於大之方。德川家康的異父妹。櫻井松平忠正正室，後來成為松平忠吉正室，再之後成為保科正直正室。

## 生平
在天文22年（1553年）於尾張國阿久居城出生。最初嫁予松平忠正，誕下家廣。天正5年（1577年），因為夫君忠正死去，再嫁予忠正的弟弟忠吉。和忠吉之間生下二子（松平信吉、松平忠賴）。天正10年（1582年），夫君忠吉死去，於是再次成為寡婦。天正12年（1584年），再嫁予保科正直，誕下保科正貞、北條氏重、大涼院（黑田長政繼室）、清元院（安部信盛正室）、貞松院（小出吉英正室）、高運院（加藤明成正室）。
在元和4年6月7日（1618年7月28日）死去。